# Cyclosorus florencei
Cyclosorus florencei là một loài dương xỉ trong họ Thelypteridaceae. Loài này được A.R.Sm. & Lorence mô tả khoa học đầu tiên năm 2011.
Danh pháp khoa học của loài này chưa được làm sáng tỏ. 